# Turneràcies

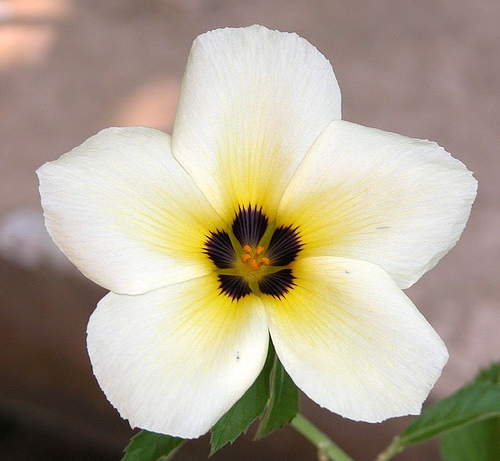
Flor de Turnera subulata

Les Turneràcies (Turneraceae) Kunth ex DC. fou una família de plantes amb flors que constava de 120 espècies en 10 gèneres. El sistema Cronquist posava aquesta família dins l'ordre Violales, però la tercera versió del sistema de classificació APG de 2009, va ser inclosa dins la família de les passifloràcies (Passifloraceae) i no es reconeix com una família vàlida.
Típicament els gèneres inclosos dins Turneraceae eren:
- Adenoa
- Erblichia
- Hyalocalyx
- Loewia
- Mathurina
- Piriqueta
- Stapfiella
- Streptopetalum
- Tricliceras (Wormskioldia)
- Turnera

La majoria d'espècies de Turneraceae són arbusts tropicals o subtropicals o bé arbrets.